# Apatrida
Apatrida nebo také apolita je osoba, která není státním příslušníkem žádného státu, nepožívá proto ochrany žádného státu. Apatridismus (apolitismus) tedy znamená mezinárodněprávní bezdomovectví. Po celém světě jde asi o 10 milionů osob, které nemají žádnou státní příslušnost.

## Důvody vzniku apatridismu
Vzniká v důsledku nesourodosti vnitrostátních úprav o nabývání státního občanství. Např. narodí-li se dítě rodičům státním občanům země, podle jejíchž zákonů dítě nedědí státní občanství po rodičích (kde lze státní občanství nabýt pouze narozením na jejím území), na území jiného státu, a to takového, jenž uznává zásadu nabývání státního občanství pouze po rodičích – vlastních státních občanech, nikoliv na základě narození na daném území. Dítě tak nezíská státní občanství ani po rodičích, ani státní příslušnost státu, na jehož území se narodilo. Druhým případem vzniku bezdomovectví je ztráta státního občanství, aniž by současně nabyl jiné.

## Mezinárodní úmluvy
V roce 1954 byla dohodnuta Úmluva o postavení osob bez státního občanství, podle ní má apatrida postavení jako uprchlík, kromě sdružovacího práva a práva na zaměstnání.
V roce 1961 byla přijata Úmluva o omezení případů bezdomovectví, čehož se má podle jejích ustanovení dosáhnout přiznáním státního občanství všem osobám, které se narodí na území státu a staly by se jinak bezdomovci (platí pro státy, kde se uplatňuje zásada nabývání státního občanství po rodičích tzv. ius sanguinis). Dále udělí smluvní státy státní občanství i osobě, která se nenarodila na území státu a která by jinak byla bezdomovcem, pokud jeden z rodičů měl v době narození dítěte občanství tohoto státu (v případě států, které používají pro nabývání státního občanství zásadu ius soli – podle místa narození dítěte).

## Problémy spojené s apatridismem
Státní občanství je právní vztah mezi státem a jeho občanem, který zahrnuje řadu vzájemných práv a povinností. Jedná se například o právo občana vstupovat na území svého státu a žít v něm, nebo naopak jeho povinnost vykonávat ve svém domovském státě vojenskou službu. Na státní občanství je také přímo vázána řada základních lidských práv, jako třeba právo volební, které stát obvykle garantuje pouze svým občanům. Tato práva jsou pro osoby bez státního občanství nedosažitelná, a problematický je pro ně často také přístup k dalším základním právům.
Dětem bez státního občanství bývá odepřeno právo navštěvovat státní školy, tyto jsou potom odkázány na studium na školách soukromých a často nemají žádnou možnost dosáhnout vysokoškolského vzdělání (např. v Thajsku). Nedostatečné vzdělání potom negativně ovlivňuje další profesní život jednotlivců bez státního občanství. Nemohou vykonávat některá povolání právě kvůli nedostatečné kvalifikaci, jiná jsou pro ně potom nedosažitelná jednoduše proto, že jsou vyhrazena pouze občanům daného státu. Ztížený je také přístup k systému sociálního zabezpečení a často i k lékařské péči. Lidé bez státního občanství jsou tak uvězněni v chudobě bez jakékoli možnosti se z nepříznivé životní situace vymanit.